# Dimitri Chamblas
Dimitri Chamblas, né le 20 novembre 1974, est un danseur, chorégraphe français de danse contemporaine ainsi qu'un directeur artistique et un producteur de films.
Son travail a notamment été présenté à la Tate Modern, au Centre Pompidou de Paris, au Geffen Contemporary - MOCA, à l’Opéra national de Paris et à NYU Skirball Center for the Performing Arts.
Au cours de sa carrière, il a collaboré avec les chorégraphes Boris Charmatz, William Forsythe, Lil Buck, Benjamin Millepied et Mathilde Monnier, les artistes Christian Boltanski, Dan Colen, Andy Goldsworthy, Kim Gordon, Alex Prager et Xavier Veilhan, la réalisatrice Rebecca Zlotowski, les directeurs artistiques Virginie Viard, Karl Lagerfeld et Jean-Paul Gaultier, le compositeur Heiner Goebbels et la chanteuse et cheffe Barbara Hannigan.

## Biographie
Dimitri Chamblas s'est formé dès l'âge de dix ans à École de l'Opéra de Paris puis au Conservatoire national supérieur de musique de Lyon. Il commence sa carrière comme interprète pour Dominique Bagouet, puis pour Régine Chopinot, Emmanuelle Huynh et Mathilde Monnier (notamment dans Arrêtez, arrêtons, arrête en 1997, les lieux de là en 1998 et signé, signées en 2001).
En 1992, il cofonde avec Boris Charmatz l'association Edna,. Ensemble, ils organisent des événements, des performances et des expositions, et créent le duo À Bras-le-corps (1993) présenté dans le monde entier. Cette pièce, dansé au milieu d'un rectangle constitué d'une simple rangée de spectateurs avec lesquels ils interagissent, entre au répertoire du ballet de l'Opéra national de Paris en 2017.
En 1996, il crée avec Mathilde Monnier (alors directrice du Centre chorégraphique national de Montpellier, France) les résidences de recherche et d'écriture chorégraphiques, une occasion pour les artistes de créer un espace de création personnel en dehors du processus de production traditionnel.
En 2011, il participe à la création du LA Dance Project, projet californien du danseur et chorégraphe Benjamin Millepied.
En mars 2014, Dimitri Chamblas fonde et prend la direction artistique de la 3e Scène/Opéra national de Paris, une plateforme numérique dédié à la création qui invite des artistes internationaux tels qu'Alex Prager, Glen Keane, Xavier Veilhan, Bret Easton Ellis, Julien Prévieux, William Forsythe, Rubber Legz, United Visual Artists, Lil Buck ou encore Bertrand Bonello,.
En 2017, il est nommé directeur de l'école de danse Sharon Disney Lund du California Institute of the Arts (CalArts).
Au cours de cette même année, il fonde le Studio Dimitri Chamblas, structure qui développe ses projets et collaborations.
En juin 2019, dans le cadre du festival Noon to Midnight curaté par Kate Nordstrum au LA Phil, Walt Disney Concert Hall, Chamblas met en scène "Crowd out" un opéra de David Lang pour 1 000 voix.
Cette même année, il crée avec Kim Gordon, fondatrice du groupe de rock Sonic Youth, un duo musique/mouvement, présenté à l'institut suédois américain dans le cadre du Liquid Music Festival, Minneapolis au Musée du Louvre à Paris et au MOCA Geffen à Los Angeles.
En  2019  il tient le rôle principal du court-métrage (8 minutes) sans paroles Play the wind d'Alex Prager aux côtés de l'actrice Riley Keough.
La même année, il fait entrer la danse contemporaine au sein de la prison de haute sécurité pour hommes de Lancaster en Californie. Ce travail fait l'objet d'un documentaire, Dancing in A Yard realisé par Manuela Dalle qui a été projeté dans des cinémas à travers l'Europe et l'Amérique et sélectionné pour participer à plusieurs festivals dont le San Francisco Dance Film Festival ou il a remporté le prix de meilleur film documentaire.
En 2023, il crée takemehome, pièce pour 9 interprètes en collaboration avec Kim Gordon.

## Projets
- 1993 : À bras-le-corps
- 1994 : Les Disparates
- 2017 : The Environment Bubble[14]
- 2018 : Slow Show
- 2018 : The Floor
- 2018 : Kim and Dim
- 2019 : Self - Portrait
- 2019 : Crowd out
- 2019 : Unlimited Bodies
- 2022 : Water and Power
- 2023: Slow Show Installation
- 2023: takemehome

## Décorations
- Chevalier de l'Ordre des Arts et des Lettres (2019)[15]